# Stuhr
Pour les articles homonymes, voir Stuhr (homonymie).
Stuhr est une municipalité allemande du land de Basse-Saxe, dans l'arrondissement de Diepholz.

## Quartiers
- Groß Mackenstedt
- Stuhr
- Moordeich
- Varrel
- Brinkum
- Seckenhausen
- Heiligenrode
- Fahrenhorst

## Personnalités
Gerd Wiltfang (1946-1997), champion olympique d'équitation en 1972.